# Hitlerjunge
Hitlerjunge (en alemán, 'joven hitleriano') era un término colectivo usado durante los años 1920 y 1930 para describir a cualquier miembro de la Juventudes Hitlerianas. El término se aplicaba solo a los miembros adolescentes pues los adultos eran nombrados Hitlerjugendführer.
Después de 1933, el término en cuestión hizo referencia al primero de los numerosos rangos de las Juventudes Hitlerianas. La insignia se caracterizaba con una simple banda a la altura del hombro con un número de miembro. De todos modos, el uso del sustantivo Hitlerjunge continuó como un genérico para cualquier miembro de la organización.
El rango jerárquico de Hitlerjunge era el más numeroso entre las Juventudes Hitlerianas, especialmente tras la organización obligatoria para todos los varones entre los 14 y los 18 años de edad; en los últimos días de la Segunda Guerra Mundial, fue considerado un rango militar. El rango lo poseían aquellos miembros muy jóvenes o aquellos más veteranos que no aspiraban a un puesto de liderazgo pero que hacían uso de su tiempo, tal y como se requería por la ley en la época de la Alemania nazi.
- Datos: Q9004354